# Kanton Groix
Kanton Groix (francouzsky Canton de Groix) je francouzský kanton v departementu Morbihan v regionu Bretaň. Tvoří ho pouze obec Groix.